# مارتین فلاوین
مارتین آرچر فلاوین (به انگلیسی: Martin Archer Flavin) (زاده ۲ نوامبر ۱۸۸۳ - درگذشته ۲۷ دسامبر ۱۹۶۷) فیلم‌نامه‌نویس، نمایش‌نامه‌نویس و رمان‌نویس آمریکایی بود که برنده جایزه پولیتزر برای داستان در سال ۱۹۴۴ شد

## جوایز
- جایزه پولیتزر برای داستان (۱۹۴۴)
- جایزه اسکار بهترین فیلم‌نامه اقتباسی (۱۹۳۰)